# Stenoporpia anellula
Stenoporpia anellula är en fjärilsart som beskrevs av Barnes och Mcdunnough 1916. Stenoporpia anellula ingår i släktet Stenoporpia och familjen mätare. Inga underarter finns listade i Catalogue of Life.